# Blackbolbus incertus
Blackbolbus incertus is een keversoort uit de familie cognackevers (Bolboceratidae). De wetenschappelijke naam van de soort werd in 1985 gepubliceerd door Henry Fuller Howden.